# Konetabl
Konetabl fr. (connétable), naczelny wódz francuskich wojsk królewskich od XI wieku do 1627. Tytuł wywodzi się z łacińskiego comes stabuli - i oznaczał początkowo, w starożytnym Rzymie i wczesnym średniowieczu, nadzorcę stajni. Tytuł ten był używany we Francji także jako honorowy za panowania cesarza Napoleona I. Napoleon nadał go jedynie swemu bratu Ludwikowi. Po roku 1815 tytuł wyszedł z użycia.